# Kaizu
Kaizu (japonsky 海津市, Kaizu-ši) je město v japonské prefektuře Gifu. K 1. dubnu 2018 činil odhadovaný počet obyvatel 34 960 lidí v 12 167 domácnostech. Některé části se nachází pod hranicí moře, proto je město chráněno hrázemi.

## Geografie
Kaizu se nachází na jihozápadě prefektury Gifu. Na západ od města sousedí Gifu s prefekturou Mie. Městem protékají řeky Cuja, Ógure a Óe.
Léta jsou vlhká a horká, zimy mírné. Průměrná roční teplota je 15,4 °C. Ročně napadne 1773 mm srážek, nejdeštivější měsíc je září. Nejvyšší teploty jsou v srpnu, kolem 27 °C, a nejnižší v lednu, kolem 4 °C.

### Sousední obce
Město sousedí s těmito obcemi:
- Prefektura Aiči
  - Aisai
  - Inazawa
- Prefektura Gifu
  - Hašima
  - Wanouči
  - Jóró
- Prefektura Mie
  - Inabe
  - Kuwana

## Doprava
Městem procházejí tyto významné dopravní spoje:
- Yōrō Railway Yōrō Line (vlaková doprava)
- Route 258 (dálnice)

## Partnerská města
- Avondale, od roku 1993